# 馮元珪
冯元珪（684年—755年），即高元珪，唐朝将领，高力士的二哥，冯君衡的次子。

## 生平
684年，冯元珪出生于潘州城西。697年，冯君衡为万国俊誣陷謀反，被誅。因武后让内侍省宦官高延福收其弟冯元一为养子而获賜姓高，改名高力士，冯元珪也因此改姓高。高元珪讨海盗，加授柱国，授川果毅，转任鸿门折冲。唐玄宗开元十九年（731年），高元珪加勳柱国，迁领军郎将，任金吾中郎等职。开元二十八年（740年），高元珪任右司御率，左威卫将军，加紫绶。天宝十四年（755年）高元珪于长安去世，年七十二岁，翌年春葬东郊龙首原，赠陈留郡太守。高元珪长子高承龙任左卫兵曹参军，次子高承秀任左卫率府仓曹参军，求苏预为其父撰碑文。